# Steyr-Puch 500

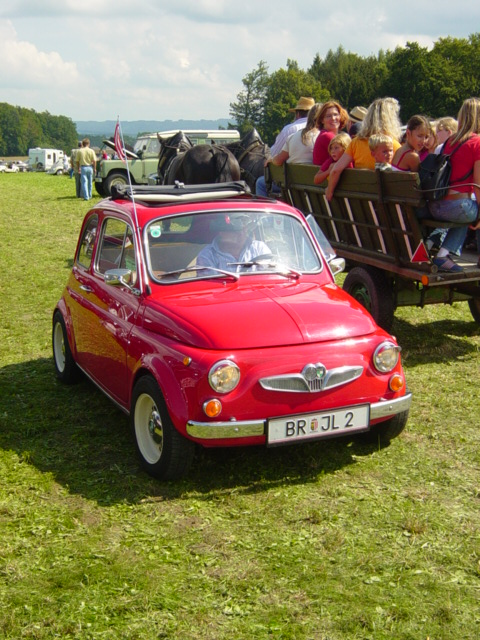
Steyr-Puch 500 bei einem Oldtimertreffen

Die Geschichte des Puch-Schammerls endet mit der Fiat-126-Karosserie, in der ein Motor aus Graz steckt

Der Steyr-Puch 500 war ein Kleinstwagen der Puch-Werke (Konzernbetrieb der Steyr-Daimler-Puch AG in Graz). In Österreich wurde das Auto im Volksmund Pucherl, in der Steiermark auch Puchschammerl genannt.
1957 wurde der Steyr-Puch 500 Modell Fiat eingeführt. Aus Kostengründen wurde auf eine eigene Karosseriefertigung verzichtet und eine Rohkarosserie des Fiat Nuova 500 übernommen. Der von Erich Ledwinka für dieses Fahrzeug entwickelte luftgekühlte Boxermotor mit rund 16 PS (12 kW) ermöglichte für damalige Verhältnisse gute Fahrleistungen, vor allem bei Bergfahrten. Dem Fiat 500 mit Reihenmotor war der Steyr-Puch bei gleichem Benzinverbrauch und größerer Laufruhe deutlich überlegen. Auch das von Anfang an vollsynchronisierte Getriebe war fortschrittlich und vorteilhaft auf bergigen Straßen. Die Cabriolimousinen-Variante dieses Modells sollte in erster Linie Motorradfahrer als mögliche Käufer ansprechen.
Folgende Modelle wurden gefertigt:
| Typ           | Zylinder | Hubraum | Leistung            | Bauzeitraum  |
| ------------- | -------- | ------- | ------------------- | ------------ |
| 500           | 2 Boxer  | 493 cm³ | 16 PS (12 kW)       | 1957–1959    |
| 500 D         | 2 Boxer  | 493 cm³ | 16 PS (12 kW)       | 1959–1967    |
| 500 DL        | 2 Boxer  | 493 cm³ | 20 PS (15 kW)       | 1959–1962    |
| 500/S         | 2 Boxer  | 493 cm³ | 16/20 PS (12/15 kW) | 1968–1969/74 |
| 650 T         | 2 Boxer  | 643 cm³ | 20 PS (15 kW)       | 1962–1969    |
| 650 TR        | 2 Boxer  | 660 cm³ | 27/30 PS (20/22 kW) | 1964–1966/69 |
| 650 TR II     | 2 Boxer  | 660 cm³ | 34/41 PS (25/30 kW) | 1965–1969    |
| 700 E (Kombi) | 2 Boxer  | 643 cm³ | 20 PS (15 kW)       | 1962–1964    |
| 700 C (Kombi) | 2 Boxer  | 643 cm³ | 25 PS (18 kW)       | 1960–1968    |
| 126           | 2 Boxer  | 643 cm³ | 25 PS (18 kW)       | 1973–1975    |

Ab 1959 wurde von Fiat die gesamte Karosserie einschließlich Dach übernommen (Puch 500 D – wie „Dach“). Aus Rationalisierungsgründen kam darüber hinaus ab 1969 die gesamte Technik einschließlich Getriebe von Fiat und nur noch der Motor von Puch. Ab 1973 wurde noch kurze Zeit anstatt des Fiat Nuova 500 der Nachfolgetyp Fiat 126 mit Boxermotoren ausgestattet.

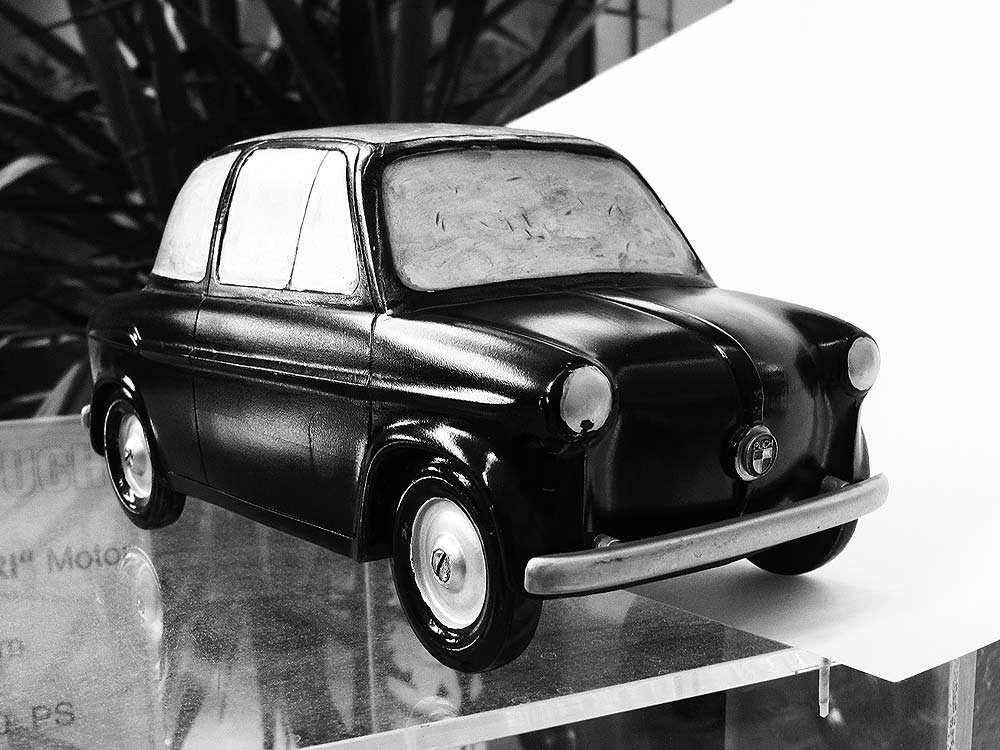
Vom Prototyp U3 existiert nur noch ein Motordeckel. Dieses Holzmodell befindet sich im Johann Puch Museum Graz
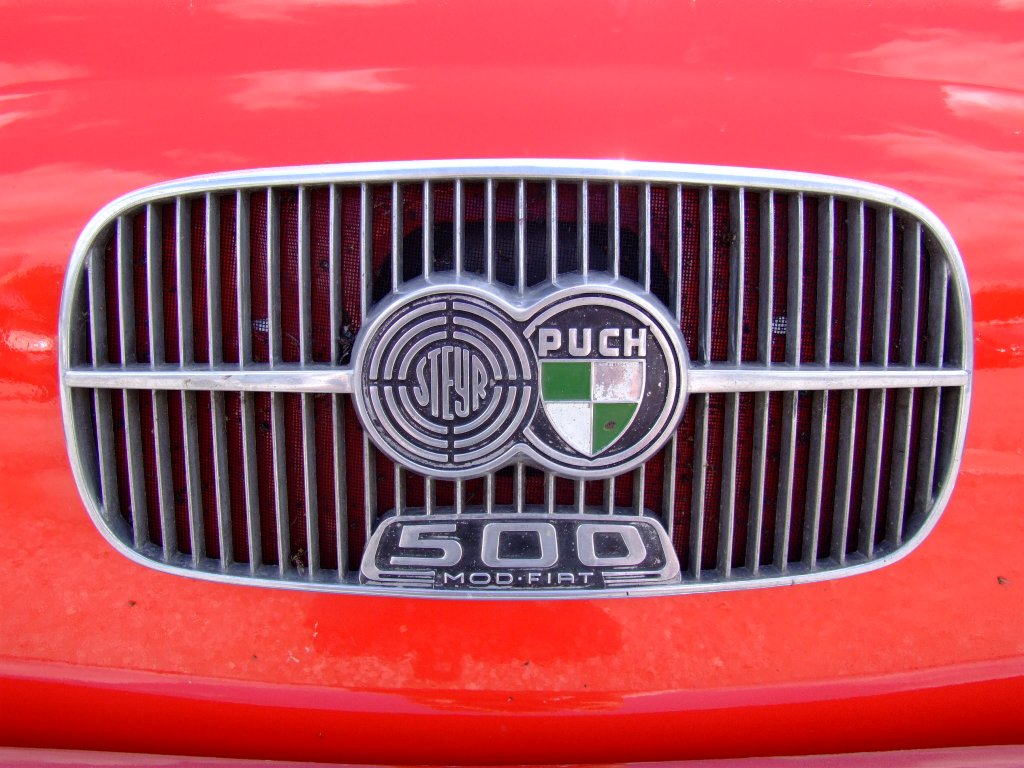
Steyr-Puch 500 Grillattrappe (Der luftgekühlte Boxer befindet sich im Heck des Wagens)
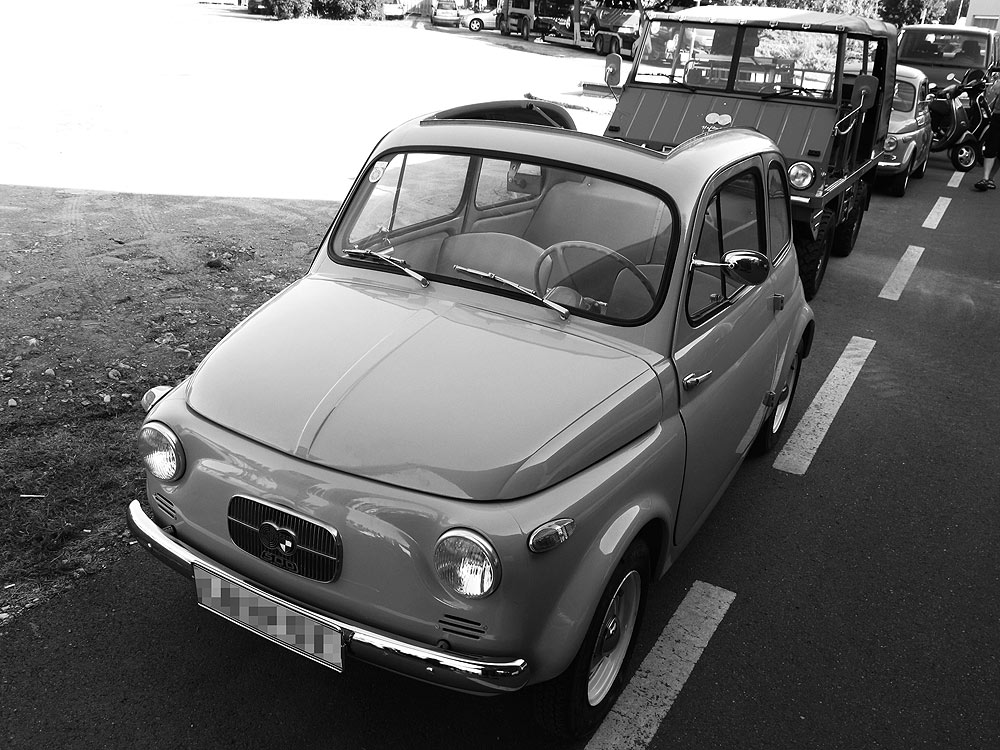
Das ovale Front-Emblem („Kanaldeckel“) wurde 1959 vom „Vogel“ abgelöst
Eigentlich wäre vom „Steyr-Puch 500, Modell Fiat“ zu reden
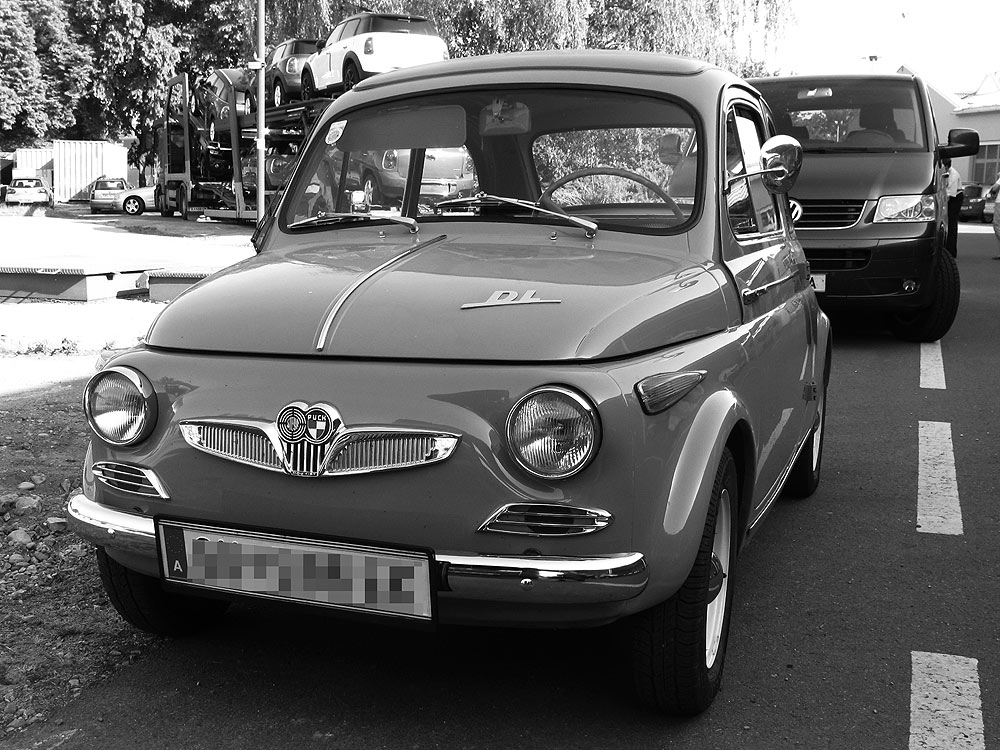
„Vogel“ statt „Kanaldeckel“ am Bug, Stahldach und Chromzierrat, als 500 DL (Dach, Luxus)

Der Verkauf des Kleinwagens verlief erfolgreich, von den fast 60.000 in den Jahren 1957 bis 1975 produzierten Fahrzeugen wurden trotz Lizenzklauseln seitens Fiat auch viele außerhalb Österreichs abgesetzt, die meisten nach Deutschland; nur je ein Stück ging nach Japan, Guatemala und in die USA. Der finnische Nutzfahrzeughersteller Suomen Autoteollisuus (der auch lange im PKW-Import tätig war) hat Steyr-Puch-Kleinwagen nach Finnland importiert.

## Motorsport
Der Typ 650 TR II war zu seiner Zeit in der FIA-Gruppe 2 bis 700 cm³ homologiert und durch die Motorbauweise stärker einzuschätzen als die Konkurrenz aus dem Hause Abarth. Einer der Höhepunkte war 1966 der Rallye-Europameistertitel der Gruppe-2-Tourenwagen des Polen Sobiesław Zasada.

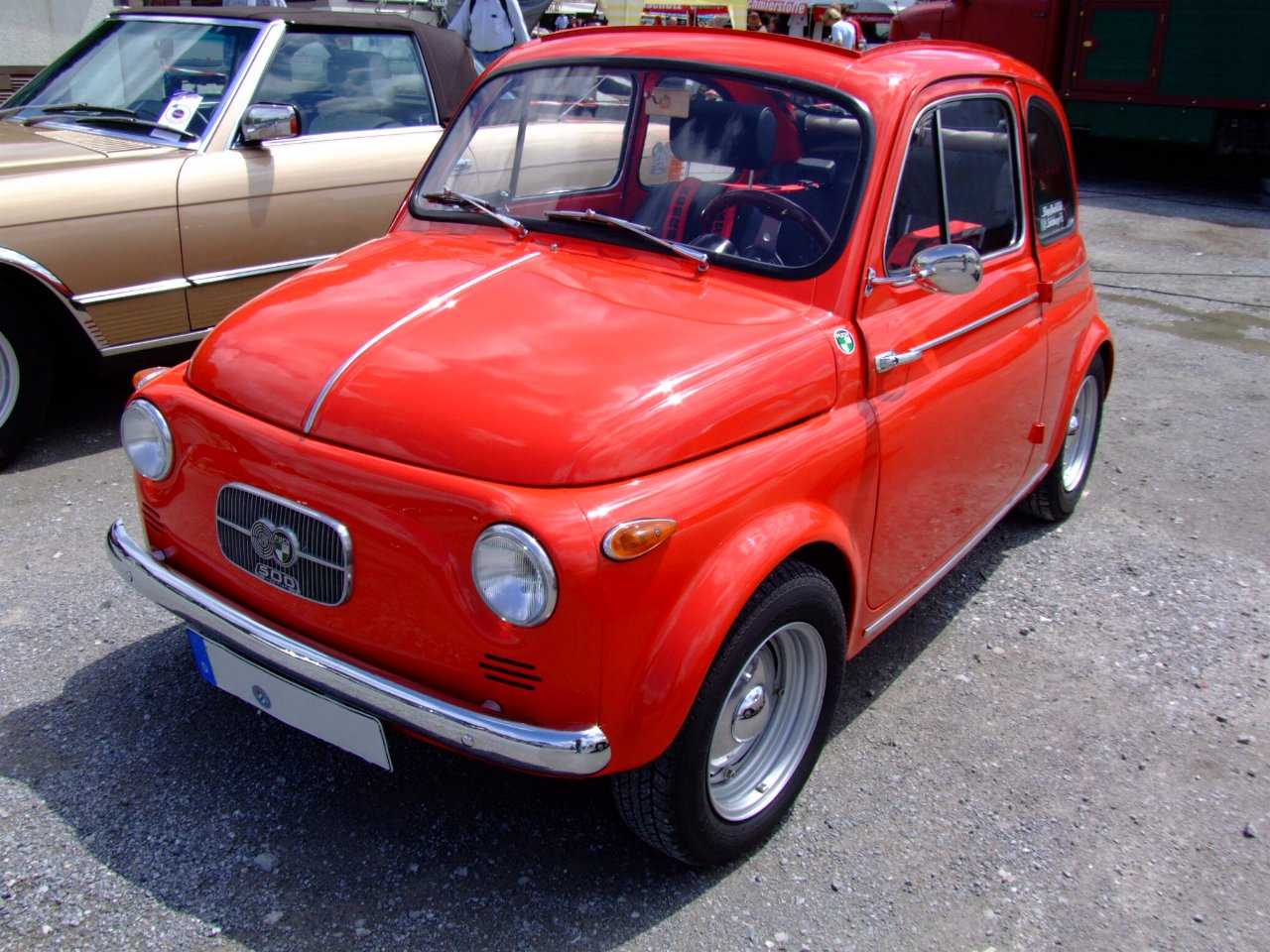
Steyr-Puch 500
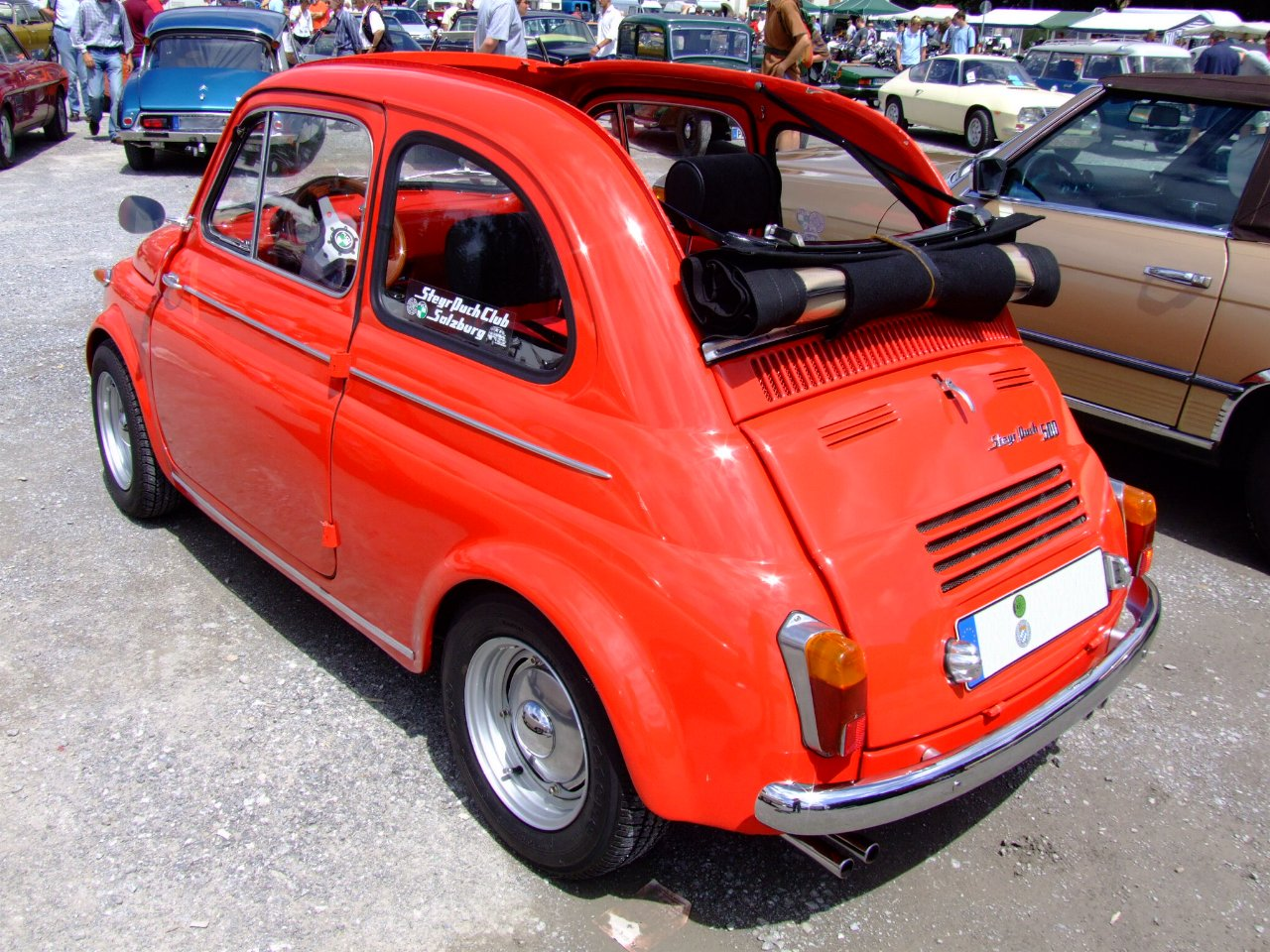
Steyr-Puch 500
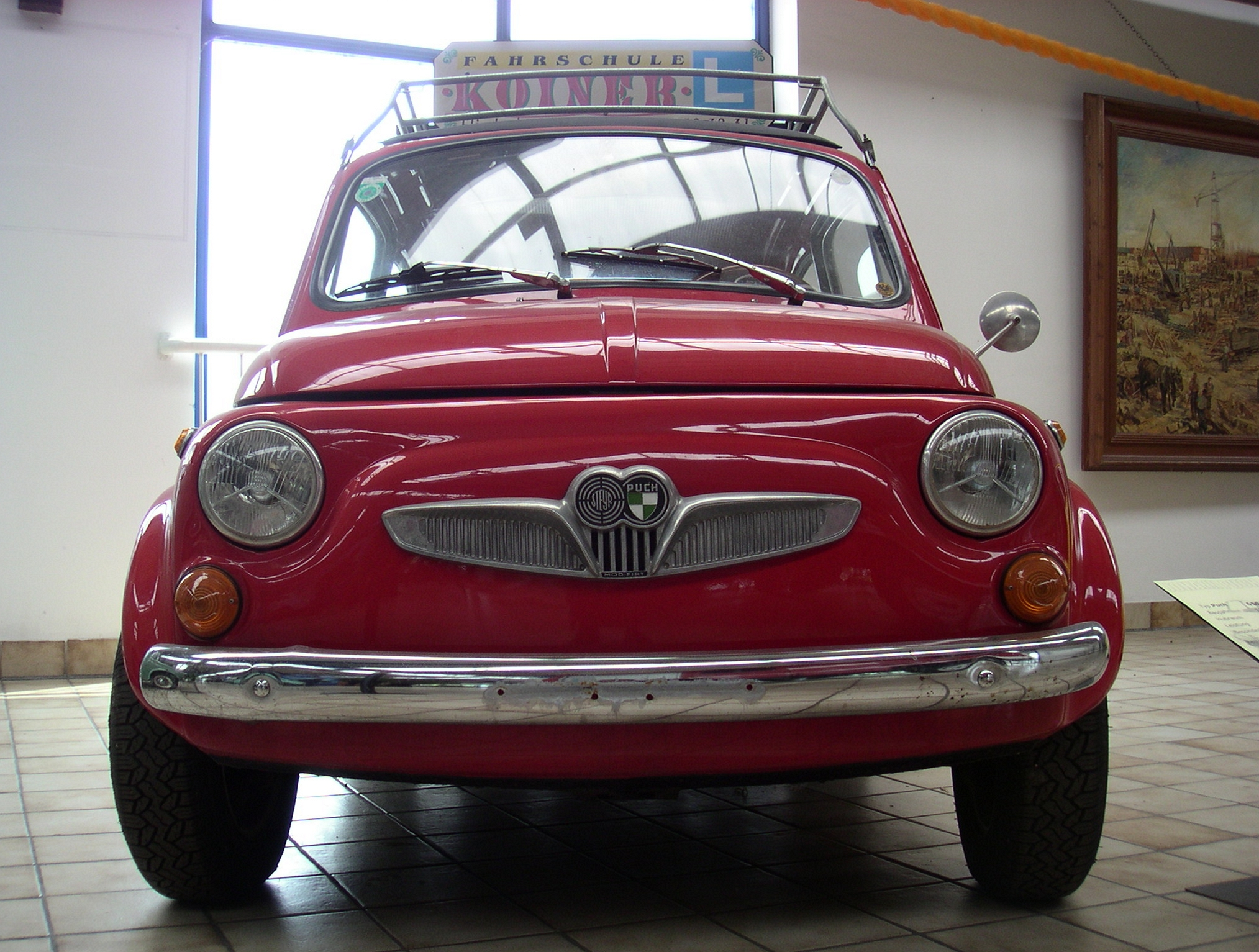
Steyr-Puch 650 TR, Baujahr 1963, Johann Puch Museum Graz
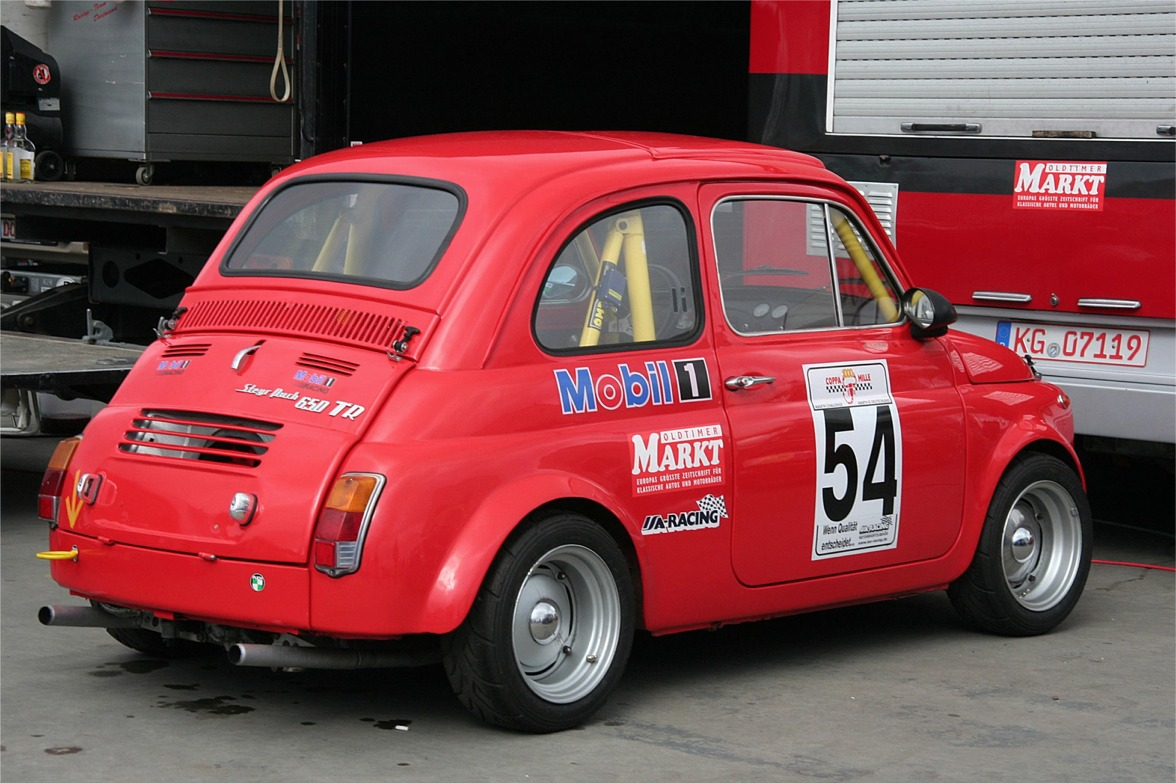
Steyr-Puch 650 TR II, Baujahr 1967
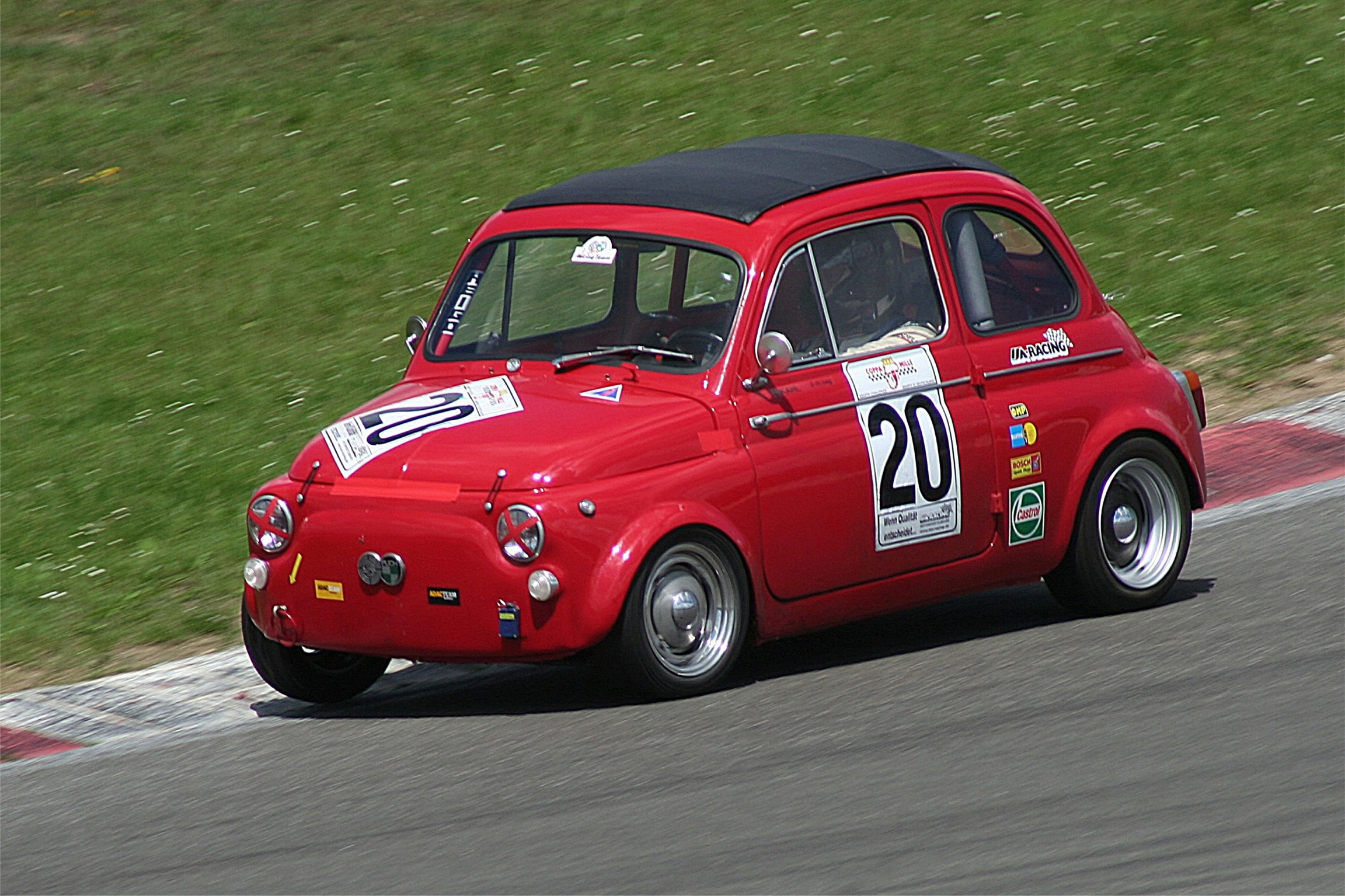
Steyr-Puch 650 TR, Baujahr 1964, beim DAMC 05 Oldtimer Festival Nürburgring

## Sammelstücke und Nippes
Nippes, Spielzeug und Gebrauchsgegenstände als Sammelgebiet sind vom Fiat Nuova 500 dominiert, weil er – bei annähernd gleicher Karosserie – länger auf dem Markt war, höhere Stückzahlen und größere Reichweite schaffte. Umso begehrter sind Sammelstücke, die sich eindeutig als Puch identifizieren lassen.

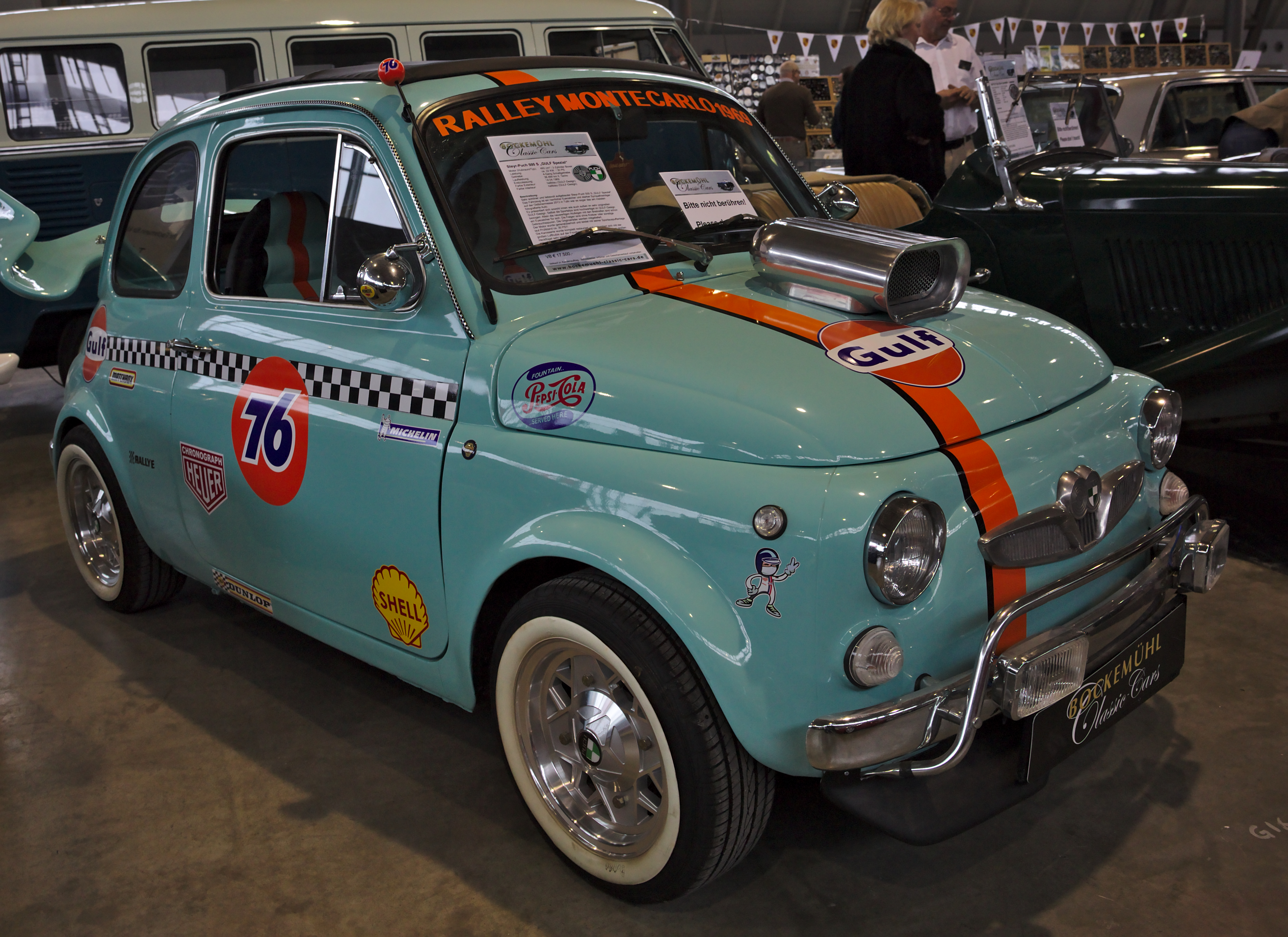
Dieser Puch 500 S „Gulf-Spezial“ gilt auf Oldtimermessen als häufig fotografiertes Fahrzeug
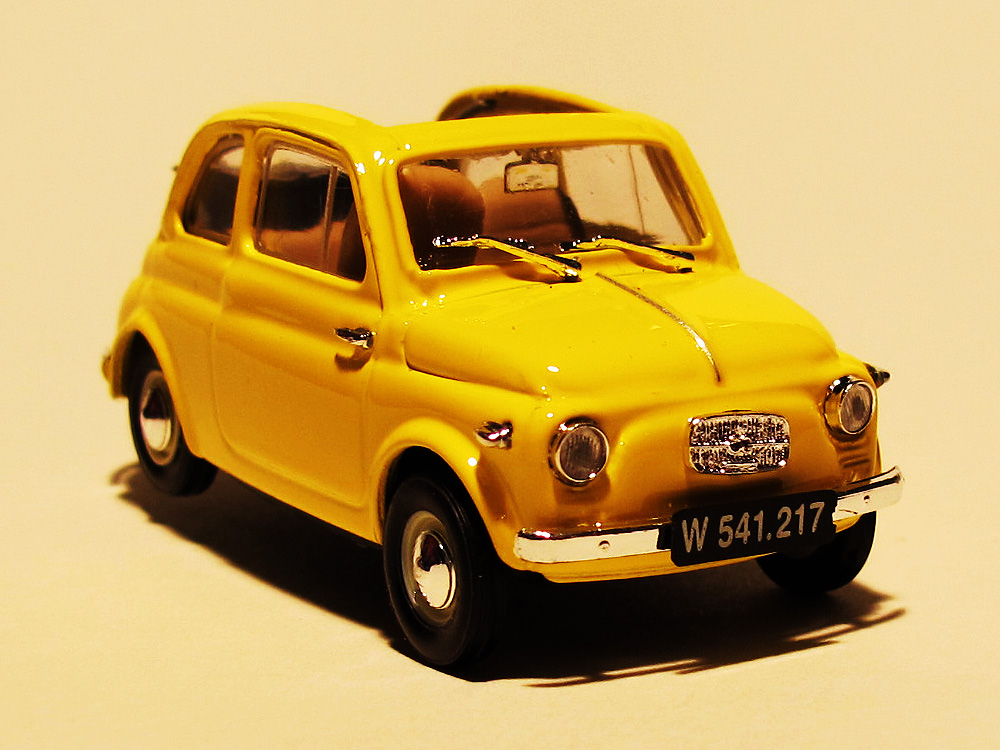
Dieses Modell im Maßstab 1:43 hat den „Kanaldeckel“ der ersten Zeit als Frontemblem, aber diese Lackierung gab es ab Werk nicht.
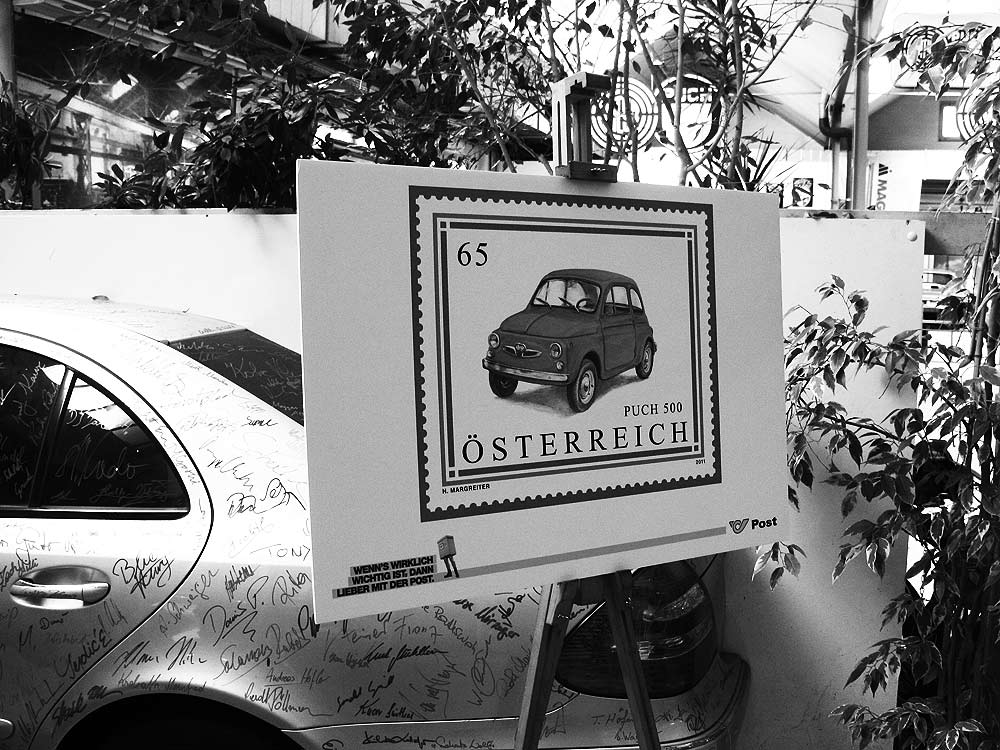
Einige Jahre nach dem 50er-Jubiläum erschien eine Briefmarke mit dem Steyr-Puch 500 (Ersttag: 17. März 2012)
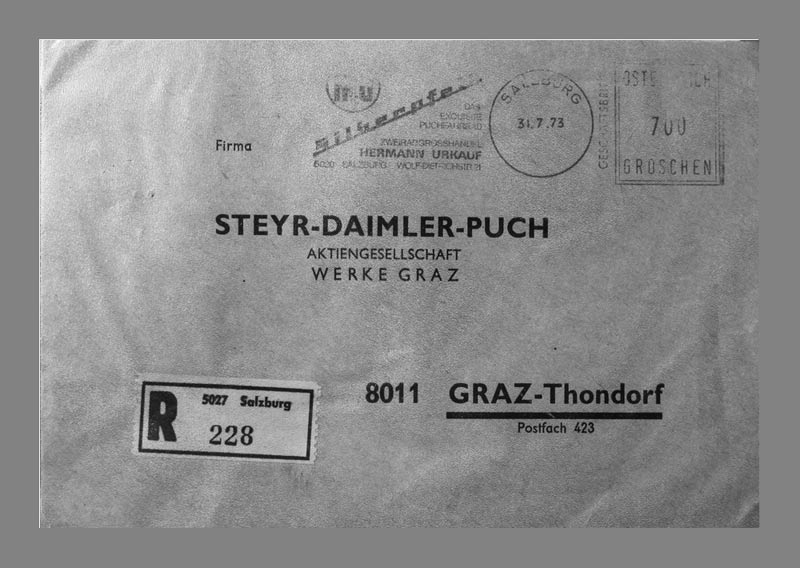
Einst ein Gebrauchsgegenstand, heute Sammelstück: ein Werkskuvert mit Poststempel vom 31. Juli 1973 aus Salzburg

## Populärkultur
In einigen Folgen der Münsterland-Tatort-Filme fährt die von Christine Urspruch gespielte Figur Silke Haller einen Puch 500.